# كين نايتون
كين نايتون (بالإنجليزية: Ken Knighton)‏ هو لاعب كرة قدم ومدرب كرة قدم بريطاني في مركز الدفاع، ولد في 20 فبراير 1944 في Darton ‏ في المملكة المتحدة. لعب مع شيفيلد وينزداي.